# 레오시 야나체크
레오시 야나체크(체코어: Leoš Janáček, 체코어 발음: [ˈlɛoʃ ˈjanaːtʃɛk] ( 듣기), 1854년 7월 3일~1928년 8월 12일)는 체코의 작곡가, 민속학자이다. 그는 모라비아 음악과 동유럽 민속 음악 등 슬라브 음악에서 영감을 받아 독창적이고 현대적인 음악 스타일을 창조했다.

## 생애
체코의 보헤미아와 슬로바키아의 경계지대에 있는 북모라비아 지방이 낳은 최대의 작곡가인 야나체크는 교원인 아버지의 14형제 중의 10번째의 아들로 태어났기 때문에 생활이 매우 어려웠다. 태어나기는 폴란드의 국경과 가까운 푸구발디라는 곳이나 11세 때 모라비아 지방의 중심지 브르노에 가서 성 아우그스티노회 수도원의 성가대에 들어가, 이 성가대의 지도자로 뛰어난 합창곡의 작곡가이기도 한 그루제코프스키에게 귀여움을 받았으나 뒤에 합창곡이 오페라와 함께 야나체크의 창작의 중심을 이루게 된 것은 이 선생의 영향이었다. 올드브르노 중학교에서 국립 브르노 사범학교로 진학하여 1872년에 졸업하였으나 그 후에도 프라하의 오르간 학교(1874-1875)와 빈 음악원의 하기학교(1880)에 유학한 기간을 제외하고는 생애의 대부분을 브르노에서 지냈으며 모교 브르노사범학교에서 가르치기도 하고 1882년의 28세 때는 브르노 오르간학교를 발족시켜 1920년까지 그 곳 교장으로 있었다. 그 전해인 1919년에는 프라하 음악원의 브르노 분교의 창설에도 협력하여 오르간학교를 발전적으로 해소시켜 이와 합병하여 1925년까지 그 마스터 클라스에서 가르쳤다. 야나체크는 1928년 여름 돌연 폐렴에 걸려 모라비아의 오스트라우의 병원에서 영면하였다.

## 작품 경향
야나체크의 작품에서 보통 연주되고 있는 것의 대부분은 50세를 넘은 뒤인 만년의 작품뿐으로, 그 이전의 것은 자신의 손으로 파기된 것이 많다. 매우 특이한 개성으로 27세의 연하인 헝가리의 벨러 버르토크보다 한발 앞서 현대적인 민족주의 음악의 방식을 취하고 있었고, 게다가 작곡의 기초가 된 고향 모라비아의 민요나 방언의 어법의 특수성과 서양인의 논리로는 이해하기 어려운 동양적 사상에 따른 구성원리 등 때문에 체코 국내에서도 인정되는 것이 늦어져, 출세작인 오페라 〈예누파〉(1894~1903)만 해도 브르노에서는 50세 때 인정되었지만 프라하의 국립극장이 이를 채택하기까지는 12년이나 지난 뒤의 일이었다. 브르노라는 지방도시에 은거하면서 인생의 청춘을 교육에 바친 것도 세상에 알려지는 일이 늦어진 한 원인이었던 듯하다. 세계가 이 작곡가의 위대성에 주목하여 비판적 리얼리즘의 정신으로 일관된 오페라의 하나하나가 모두 체코 이외의 나라에서도 채택되기까지에는 그 뒤 30년 내지 40년이란 세월이 필요했다.

## 주요 작품

### 오페라
- 샤르카(1887~8)
- 로맨스의 시작(1891)
- 예누파(1894~1903)
- 카탸 카바노바(1919~21)
- 영리한 새끼 암여우(1921~3)
- 마크로풀로스 사건(1923~5)
- 죽은 자의 집으로부터(1927~8)

### 관현악곡
- 현악 모음곡(1877)
- 모라비안 춤곡(1888)
- 발라치안 춤곡(1889~91)
- 발레 갈대 라코치(1891)
- 체코 춤곡 1번(1893)
- 러시아 춤곡(1899)
- 광시곡 타라스 불바(1915~8)
- 블라니크의 발라드(1920)
- 라치안 춤곡(1924)
- 소교향곡(1926)

### 협주곡
- 소협주곡(1925)
- 기상곡 '반항'(1926)
- 바이올린 협주곡 '작은 영혼의 방황'(1926)

### 실내악
- 동화 이야기(첼로와 피아노, 1910)
- 바이올린 소나타 내림가단조(1914)
- 현악 4중주 1번 "톨스토이의 크로이처 소나타에 붙여"(1923)
- 푸른 옷을 입은 아이의 행진곡(피콜로와 피아노, 1924)
- 젊음(목관 6중주, 1924)
- 현악 4중주 2번 "비밀편지"(1928)

### 피아노
- 즈덴카 변주곡 내림 마장조(1880)
- 모라비아 민속 춤곡(1888~9)
- 수풀이 우거진 오솔길에서(1901~8)
- 피아노 소나타 내림 마단조 '1905년 10월 1일'(1905)
- 안개 속에서(1912)
- 모라비아 민요(1922)

### 합창
- 아마루스(1897)
- 나의 죽은 딸 올가에 의한 비가(悲歌)(1903~4)
- 사라진 자의 일기(1917~9)
- 떠돌아다니는 광인(狂人)(1922)
- 글라골 미사(1926~7)

### 가곡
- 봄노래(1897~8)
- 모라비아 민속 시 JW 5/2(1892~1901)
- 6개의 민요 JW 5/9(1909)
- 그 외의 민요 편곡들